# ميسيل إسترادا
ميسيل إسترادا (بالإنجليزية: Angel Estrada)‏ هو لاعب كرة قدم أمريكية أمريكي، ولد في 12 مارس 1978.